# ويليام الرابع ملك المملكة المتحدة

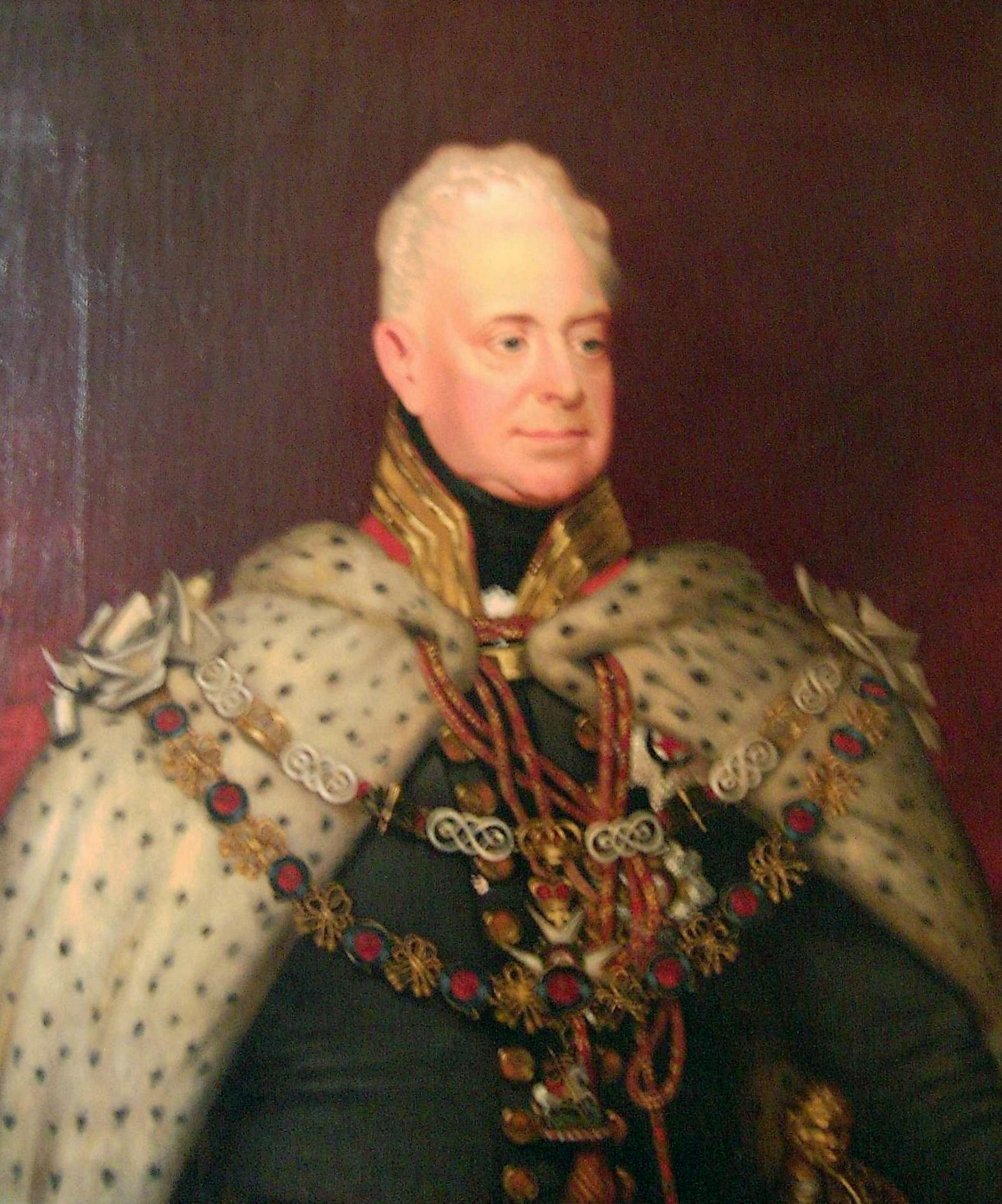
وليام الرابع من المملكة المتحدة

وليام الرابع (William IV) الملقب بـ«الملك البحّار» (the Sailor King) عاش (لندن 1765-وينزر 1837 م) هو ملك بريطانيا العظمى، آيرلندا وهانوفر (1830-1837 م)، وابن الملك جورج الثالث.
خدم في البحرية الملكية منذ 1779 م، وارتقى في الرتب إلى أن أصبح أدميرالا أعلى (1827 م)، تولى الحكم بعد وفاة أخيه الملك السابق جورج الرابع. كان يعارض وثيقة «إعلان الإصلاحات» (Reform Bill)، وحتى يتغلب على المعارضة قام بإدخال أربعين عضوا جديدا من اختياره إلى البرلمان. تدخل عام 1834 م في السياسة الداخلية، وكان وراء اختبار رئيس الوزراء المحافظ «روبرت بيل» (Robert Peel)، رغم معارضة نواب حزب الهويغ (Whig).
خدم ويليام في البحرية الملكية في شبابه، وقضى بعض الوقت في أمريكا الشمالية ومنطقة الكاريبي، ولُقّب فيما بعد «ملك البحار». في عام 1789، نُصِّب دوق كلارنس وسانت أندروز. في عام 1827، عُين الأدميرال الأعلى الأول في بريطانيا منذ عام 1709. ولأن شقيقيه الأكبر سنًا ماتا دون ترك ذرية شرعية، ورث العرش عندما كان يبلغ من العمر 64 عامًا. شهد عهده العديد من الإصلاحات: جرى تحديث قانون الفقراء، ومنع عمالة الأطفال، وألغيت العبودية في كل الإمبراطورية البريطانية تقريبًا، وأعيد تشكيل النظام الانتخابي البريطاني بموجب قانون الإصلاح لعام 1832. رغم أن وليام لم ينخرط في السياسة بقدر ما انخرط شقيقه أو والده، كان آخر ملك بريطاني يعين رئيس وزراء خلافًا لإرادة البرلمان. منح مملكته الألمانية دستورًا ليبراليًا لم يدم طويلًا.
في وقت وفاته، لم يكن لديه أطفال شرعيين على قيد الحياة، إنما ثمانية من الأطفال العشرة غير الشرعيين الذين أنجبهم من قبل الممثلة دوروثيا جوردان التي عاش معها لمدة عشرين عامًا. في وقت متأخر من حياته، تزوج وبقي مخلصًا للأميرة أديلايد من ساكس-ماينينغن. خَلَفت وليام ابنة أخته فيكتوريا في المملكة المتحدة وشقيقه إرنست أوغسطس في هانوفر.

## النشأة
ولد ويليام في الساعات الأولى من صباح يوم 21 أغسطس 1765 في قصر بكنغهام، وهو الطفل الثالث وابن الملك جورج الثالث والملكة شارلوت. كان لديه شقيقان أكبر سنًا، جورج أمير ويلز، والأمير فريدريك (دوق يورك لاحقًا)، ولم يكن متوقعًا له أن يرث العرش. عُمّد في قاعة المجلس الكبير في قصر سانت جيمس في 20 سبتمبر 1765. وكان عرابوه أشقاء الملك: الأمير ويليام هنري، دوق غلوستر وأدنبرة؛ والأمير هنري (دوق كمبرلاند لاحقًا)؛ والأميرة أوغستا، دوقة إمارة براونشفايغ-فولفنبوتل بالوراثة.
قضى وليام معظم حياته المبكرة في ريتشموند وفي قصر كيو حيث تلقى تعليمه على يد مدرسين خاصين. في سن الثالثة عشرة، التحق بالبحرية الملكية كضابط صف بحري، وكان حاضرًا في معركة كيب سانت فنسنت عام 1780. يبدو أن تجاربه في البحرية كانت مختلفة قليلًا عن تجارب ضباط البحرية الآخرين، وعلى عكس البحارة الآخرين كان يرافقه معلم على متن السفينة. أدى مهامه بالطهي واعتُقل مع زملائه في السفينة بعد مشاجرة تحت تأثير الخمر في جبل طارق؛ أُفرج عنه سريعًا بعد الكشف عن هويته.

خدم وليام في نيويورك خلال حرب الاستقلال الأمريكية، ما جعله الفرد الوحيد في العائلة المالكة البريطانية الذي زار أمريكا قبل وخلال الثورة الأمريكية. بينما كان وليام في أمريكا، وافق جورج واشنطن على مؤامرة لاختطافه، فكتب:
إن روح المشروع الجلية في خطتك لمباغتتهم في مواقعهم وإخراج الأمير وليام هنري والأدميرال ديغبي تستحق التحية؛ ولديك صلاحيتي للمحاولة بأي طريقة وأي وقت تراهما مناسبين. أنا على اقتناع تام أنه ليس من الضروري تحذيرك من إهانة أو إذلال شخص الأمير أو الأدميرال...
لم تؤت المؤامرة ثمارها. سمع البريطانيون بها وعينوا حراسًا لوليام الذي كان حتى ذلك الحين يتجول في نيويورك بدون مرافقة. في سبتمبر 1781، عقد وليام اجتماعًا في منزل الحاكم روبرتسون في مانهاتن. حضر الاجتماع العمدة ديفيد ماثيوس والأدميرال ديغبي والجنرال ديلانسي.
أصبح وليام ملازمًا عام 1785 وعقيد بحري على متن سفينة إتش إم إس بيغاسوس في العام التالي. في أواخر عام 1786، عُين في جزر الهند الغربية تحت قيادة هوراشيو نيلسون الذي كتب عنه: «في الإطار المهني، أنا متأكد من أنه يتفوق على ثلثي القائمة [البحرية]؛ وفي الانتباه للأوامر، والاحترام لرئيسه، فأنا أشك بوجود نظير له». كان الاثنان صديقين مقربين، وتناولا الطعام سويةً كل ليلة تقريبًا. في حفل زفاف نيلسون، أصر وليام على السير مع العروس لتسليمها لنيلسون. كُلف بقيادة الفرقاطة إتش أم أس أندروميدا في عام 1788، وترقى لرتبة لواء بحري أثناء قيادته إتش إم إس فاليانت في العام التالي.
سعى وليام ليصبح دوقًا كإخوته الأكبر، وأن يحصل على منحة برلمانية مماثلة، لكن والده مانع ذلك. للضغط عليه، هدد وليام بالترشح لمجلس عموم المملكة البريطانية عن دائرة توتنز في ديفون. فزع جورج الثالث من احتمالية أن يقدم ابنه قضيته للناخبين، فنصبه دوق كلارنس وسانت أندروز وإيرل مونستر في 16 مايو 1789، يُزعم عنه قوله: «أعلم جيدًا أنه صوت آخر أضيف إلى المعارضة». كان سجل وليام السياسي غير متسق، وكما العديد من السياسيين آنذاك، لا يمكن أن يُنسب إلى حزب واحد. ومع ذلك، فقد تحالف علنًا مع حزب الأحرار البريطانيين كما فعل إخوته الأكبر الذين عُرف عنهم معارضتهم للمواقف السياسية لوالدهم.

## الخدمة العسكرية والسياسة
انكفَّ وليام عن خدمته في البحرية الملكية عام 1790. عندما أعلنت بريطانيا الحرب على فرنسا عام 1793، كان حريصًا على خدمة بلاده وتوقع أن يُسلم قيادة ما، لكن لم يحدث ذلك، ربما في البداية لأنه كسر ذراعه بعد سقوطه مخمورًا عن بعض السلالم، إنما على الأرجح لاحقًا لأنه ألقى خطابًا في مجلس اللوردات عارض فيه الحرب. في العام التالي تحدث تأييدًا للحرب، وتوقع تسلم قيادة بعد تغيير رأيه لكن دون فائدة. ولم تردّ الأميرالية على طلبه. لم يفقد الأمل بتسلم منصب فعال. في عام 1798 أصبح أدميرالًا، لكن الرتبة كانت اسمية بحتة. رغم الالتماسات المتكررة، لم يُسلم قيادة طوال الحروب النابليونية. في عام 1811، سُلم منصبًا فخريًا كأدميرال الأسطول. في عام 1813، اقترب من المشاركة في القتال الفعلي عندما زار القوات البريطانية التي تقاتل في البلدان المنخفضة. أثناء مراقبته قصف أنتويرب من برج الكنيسة تعرض لإطلاق نار واخترقت رصاصة معطفه.
بدلاً من الخدمة في البحر، أمضى وليام فترة في مجلس اللوردات، حيث تحدث ضد إبطال العبودية التي كانت ماتزال موجودة في المستعمرات البريطانية. وقال إن الحرية لن تفيد العبيد إلا قليلًا. لقد سافر كثيرًا، وفي نظره، كان مستوى معيشة الأحرار في الأراضي المرتفعة وجزر اسكتلندا أسوأ من معيشة العبيد في جزر الهند الغربية. أعطت تجربته في منطقة البحر الكاريبي حيث «استوعب بسرعة آراء أصحاب المزارع حول العبودية» ثقلًا لموقفه الذي اعتبره بعض معاصريه عادلًا ومدعومًا بالحجج. في أول خطاب له أمام البرلمان، لقّب نفسه باسم «المراقب اليقظ لحالة الزنوج» الذين وجدهم في حالة جيدة من الرعاية و«السعادة المتواضعة». ورأى البعض الآخر أنه «من المثير للصدمة أن يكون شاب دون أي تحيز أو مصلحة جادًا في استمرار تجارة الرقيق». في خطابه أمام مجلس النواب، أهان ويليام ويلبرفورس، زعيم إلغاء عقوبة الإعدام، قائلاً: «إن مؤيدي إلغاء عقوبة الإعدام إما متعصبون أو منافقون، وفي إحدى هاتين الفئتين أصنف السيد ويلبرفورس». في قضايا أخرى كان أكثر تحررًا، كدعم التحركات لإلغاء قوانين العقوبات ضد المسيحيين المعارضين. عارض أيضًا الجهود المبذولة لمنع من أُدينوا بالزنا من الزواج مرة أخرى.

## روابط خارجية
- ويليام الرابع ملك المملكة المتحدة على موقع الموسوعة البريطانية (الإنجليزية)
- ويليام الرابع ملك المملكة المتحدة على موقع إن إن دي بي (الإنجليزية)